# Остра (гора)
Остра — горная вершина в Словакии, в массиве Большая Фатра. В верхней части раздвоена.
Высота над уровнем моря — 1247 м. Популярный туристический объект.